# Mycorrhaphium stereoides
Mycorrhaphium stereoides är en svampart som först beskrevs av Mordecai Cubitt Cooke, och fick sitt nu gällande namn av Rudolf Arnold Maas Geesteranus 1971. Mycorrhaphium stereoides ingår i släktet Mycorrhaphium och familjen Meruliaceae.   Inga underarter finns listade i Catalogue of Life.